# Полевской сельсовет (Алтайский край)
Полевской сельсовет — муниципальное образование со статусом сельского поселения и административно-территориальное образование в Немецком национальном районе Алтайского края России. Административный центр — село Полевое.

## Демография
По результатам Всероссийской переписи населения 2010 года, численность населения муниципального образования составила 1263 человека, в том числе 609 мужчин и 654 женщины. Оценка Росстата на 1 января 2012 года — 1234 человека.

## Населённые пункты
В состав сельского поселения входит один населённый пункт — село Полевое.